# Konståkning vid olympiska vinterspelen 1936 – Par
Konståkning vid olympiska vinterspelen 1936 – Par genomfördes 13 februari 1936
Det var 36 deltagare från 12 nationer.

## Medaljer
| Gren | Guld                          | Silver                        | Brons                              |
| Par  | (GER) Maxi Herber Ernst Baier | (AUT) Ilse Pausin Erik Pausin | (HUN) Emília Rotter László Szollás |

## Resultat
| Plats | Utövare                                  | Land           |
| ----- | ---------------------------------------- | -------------- |
| 1     | Maxi Herber Ernst Baier                  | Tyskland       |
| 2     | Ilse Pausin Erik Pausin                  | Österrike      |
| 3     | Emília Rotter László Szollás             | Ungern         |
| 4     | Piroska Szekrényessy Attila Szekrényessy | Ungern         |
| 5     | Maribel Vinson George Hill               | USA            |
| 6     | Louise Bertram Stewart Reburn            | Kanada         |
| 7     | Violet Cliff Leslie Cliff                | Storbritannien |
| 8     | Eva Prawitz Otto Weiß                    | Tyskland       |
| 9     | Anna Cattaneo Ercole Cattaneo            | Italien        |
| 10    | Rosemarie Stewart Ernest Yates           | Storbritannien |
| 11    | Grace Madden J. Lester Madden            | USA            |
| 12    | Audrey Garland Fraser Sweatman           | Kanada         |
| 13    | Irina Timcic Alfred Eisenbeisser-Ferraru | Rumänien       |
| 14    | Eleanore Bäumel Fritz Wächtler           | Österrike      |
| 15    | Randi Bakke Christen Christensen         | Norge          |
| 16    | Louise Contamine Robert Verdun           | Belgien        |
| 17    | Hildegarde Švarce Eduards Gešels         | Lettland       |
| 18    | Helene Michelson Eduard Hiiop            | Estland        |

Huvuddomare:
- Hermann Wendt

Domare:
- Charles M. Rotch
- Kurt Dannenberg
- August Anderberg
- Arnold Huber
- Hans Grünauer
- André Poplimont
- Oscar Kolderup
- Jenő Minnich
- Ludowika Jakobsson